# Nicolas Rapin
Pour les articles homonymes, voir Rapin.
Nicolas Rapin, né à Fontenay-le-Comte en 1535 et mort à Poitiers le 16 février 1608, est un militaire et un poète français, connu pour ses écrits satiriques.

## Biographie

### Les origines
Issu  d'une riche famille terrienne du Bas-Poitou (son frère Aubin a laissé des traces comme financier, puis comme homme d'Église), Nicolas Rapin compte dans sa parenté (les familles Tiraqueau, Brisson, Goguet et Viète) nombre de gens de robe et de receveurs des taxes locales.  Condisciple de Scévole de Sainte-Marthe à Paris, il est contemporain de François Viète à l'université de Poitiers, mais aussi d'André de Rivaudeau, ou de l'historien Henri Lancelot-Voisin de La Popelinière. On pense que ses maîtres sont à rechercher parmi  Robert Fournier, Adrien Turnèbe, Ramus, Muret, peut-être Jean Dorat, ou mieux : Robert Irland (un des maîtres de Rabelais), Louis de La Ruelle (qui l'examine lors de sa licence), et François de Lauzon (futur maire de Poitiers).

### Rapin sénéchal
Rapin, effectua un passage éclair au barreau de Paris vers 1561, puis revint à Fontenay-le-Comte, entre 1562 et 1585.  Il y épouse Marie Poitier le 27 août 1562.  Jusqu'en 1568, il se consacre à son activité d'avocat et à la gestion de ses biens.
Il est maire de sa ville, en 1569, quand, à cette date, la cité fut enlevée par les protestants. Rapin ne fut pas compris dans les personnalités graciées. Il s'évada, et ne quitta plus guère les armes. Il se fit remarquer au cours du siège de Poitiers par les huguenots, composa une élégie aux morts catholiques et gagna ainsi l'estime du roi Charles IX.  Le 30 décembre 1570, le roi le fit assesseur à Fontenay.  Le titulaire protestant de l'office dont l'a pourvu Charles IX  protesta.  Rapin se rapproche pendant ce temps des milieux littéraires parisiens. Il publie en 1575 les Plaisirs du Gentilhomme champestre dédiés à Guy du Faur de Pibrac. Le succès de son poème  lui vaut d'être en 1576, pourvu de l'office de vice-sénéchal de Bas-Poitou. Ce juge botté, résidant à Fontenay ou à Niort, est alors d'une extrême sévérité contre les brigands, les déserteurs et les huguenots.  Alors qu'il rime avec " La Puce de Madame des Roches", il menace  vers la même époque  Françoise de Rohan, car elle abrite sur ses terres des amis Protestants.
Après son exécution des arrêts criminels des Grands Jours de Poitiers en 1579, il est appelé à Paris.  Il se lie à Jacques-Auguste de Thou, renforce son pouvoir, se lie au président Harley. Enfin, grâce à la protection de ce dernier, il est nommé  en 1586 lieutenant de robe courte et grand prévôt de la connétablie. Il vend sa charge de sénéchal à Jean Tiraqueau.

### Rapin soutien royal
Aux États généraux de Blois, il défend avec vigueur la royauté. Tout en se mêlant à la vie littéraire lors des funérailles de Ronsard ou par sa paraphrase des "Sept Pseaumes Pénitentiels", ou encore sa traduction des "Remédia amoris". Rapin  s'oppose à la Ligue, par la plume, en dressant l'épitaphe du duc de Joyeuse et par ses poèmes sur les victoires de l'armée royale. Lors de la journée des barricades, jugé trop timide par le parti des seize, il est contraint de fuir et rallie le camp d'Henri III. Prévôt de l'armée du Poitou, commandée par le duc de Nevers en 1589, prévôt général des bandes, ou de la Connétablie et Maréchaussée de France, il fait partie de ceux qui, avec Jacques-Auguste de Thou réclame à Henri de Navarre de venir au secours d'Henri III.  Après l'assassinat de ce roi, Rapin combat à Arques. Son ascension se fait sur les champs de bataille, à Ivry, ce qui lui vaut d'être anobli en octobre 1590. Chargé de missions de confiance comme la levée d'impôts arriérés, il est nommé Prévôt général en 1594.
Après l'attentat de Jean Châtel, il mène une lutte sans merci contre les Jésuites. On le retrouve  à Pougues (en 1598) où il soigne sa gravelle,  en Savoie, où il rend visite à Théodore de Bèze et enfin chargé du maintien de l'ordre pendant l'exécution du maréchal de Biron (le 31 juillet 1602). Son activité se rapproche de celle d'un agent de la police politique (alors que sa carrière poétique se poursuit et qu'il fait école avec son neveu Hilaire Cailler, Salomon Certon, Odet de La Noue,  Jacques Gillot, d'Aubigné...)

### Une sage retraite
Parvenu à un âge où les combats le lassaient, Rapin résigne son office le 1er janvier 1605. Il prend sa retraite à Fontenay, dans un petit château, le Château de Terre Neuve, bâti pour lui en 1580, où il reçoit ses amis, dont Sully (en 1604). Il y apprend le grec, compose des pièces de circonstance, s'adonne à des divertissements littéraires. À la fin de l'année 1607, l'hiver le surprend à Poitiers. Il rédige son Testament le 25 janvier 1608, et meurt le 16 février.
Charles d'Esprisse affirme dans ses Mémoires de plusieurs choses considérables avenues en France, avec quelque récit touchant les affaires des pays voisins, depuis le commencement de l'année 1607, où finit l'histoire de Jacques Auguste de Thou, publiés en 1634 chez Thomas Blaise,  que Nicolas Rapin mourut le 1er février 1608 des suites du froid qu'il avoit souffert pendant un voyage de Poitiers à Paris.
Le père Garasse, jésuite qui le confessa ce jour-là, avec le  père Jacques de Moussi, donna ultérieurement un récit détaillé de ses derniers instants. Selon son rapport, Rapin vécut l'espace de « soixante-quatorze ans avec un assez grand libertinage, le reconnut mais confessa que jamais il n'avait été Huguenot, ni incertain dans sa croyance, quoiqu'il eût vécu familièrement parmi eux. Il ajouta qu'il avait grandement haï les jésuites mais qu'il avait tout fait pour  empêcher que l'athéisme ne s'enseignât publiquement dans Paris  arguant pour cela qu'il avait fait pendre un des marchands familier de la Pléiade semant parmi les poètes de très méchantes et abominables maximes contre la divinité...
Le dernier récit de ce père Jésuite ressemble à une fabulation.

## Son œuvre
En correspondance avec les meilleurs esprits de son temps, D'Aubigné, Jacques Auguste de Thou, Pasquier, les Dupuy, Scaliger, Rapin connut le succès dès 1575.  Il écrivit  onze mille cinq cents vers dont un cinquième en latin et beaucoup circonstanciels. S'il brille dans les genres brefs, odes, épigrammes ou sonnets, son inspiration le plus souvent rustique, gaillarde et plaisante ne passa pas la rampe des siècles. Engagé dans les luttes de son temps, Rapin composa quelques vers éditées à la suite de la Satire Ménippée et l'on croit souvent qu'il a directement participé à la rédaction de ce pamphlet dirigé contre la Ligue, écrit en collaboration avec Pierre Pithou et Jean Passerat et dont le nom entier est Satyre Menippée de la vertu du catholicisme d'Espagne et de la tenue des États de Paris, à laquelle est ajoutée un Discours sur l'interprétation du mot de Higuiero del Infierno & qui est l'auteur. Plus le regret sur la mort de l'Asne Ligueur d'une Damoiselle, qui mourut pendant le Siège de Paris, édité par les héritiers de Mathias Kerner à Ratisbonne.
Il a laissé en outre deux livres d'épigrammes latines, des odes, stances, sonnets, épîtres, et a chanté les Plaisirs du gentilhomme champêtre, son seul ouvrage qui a traversé le temps.
O inconstante mer, et ô sablon moqueur

Je ne veux plus graver ce chiffre qu'en mon cœur

Où la mer ny la mort ne sçauroient faire outrage.

## Sources
- Notices d'autorité :   - VIAF
  - ISNI
  - BnF (données)
  - IdRef
  - LCCN
  - GND
  - Belgique
  - Pays-Bas
  - Israël
  - Vatican
  - Portugal
  - WorldCat